# Día de la Lengua Rusa en las Naciones Unidas
El Día de la Lengua Rusa en las Naciones Unidas es una jornada que se celebra anualmente el 6 de junio desde 2010, fue establecida por el Departamento de Información Pública de la ONU el 19 de febrero de ese mismo año.

## Proclamación
Con motivo del Día Internacional de la Lengua Materna, celebrado el 21 de febrero, el Departamento de Información Pública de las Naciones Unidas anunció el 19 de febrero de 2010 el lanzamiento de los Días de las Lenguas en las Naciones Unidas.  El multilingüismo en la Organización de las Naciones Unidas (ONU) es un reflejo de su compromiso con la inclusión, el respeto por la diversidad cultural y la promoción de la comprensión mutua entre los pueblos de diferentes regiones lingüísticas. La ONU reconoce seis idiomas oficiales: árabe (18 de diciembre), chino (20 de abril), inglés (23 de abril), francés (20 de marzo), ruso (6 de junio) y español (23 de abril), con el objetivo de promover su uso igualitario en todas las operaciones de la organización. Esta política multilingüe no solo facilita la comunicación efectiva y la participación de todos los Estados miembros, sino que también sirve como un instrumento para preservar y celebrar la rica diversidad lingüística y cultural del mundo.

## Celebración
La celebración del Día de la Lengua Rusa en las Naciones Unidas se celebra cada 6 de junio, coincidiendo con el cumpleaños del destacado poeta ruso A.S. Pushkin. Esta fecha fue elegida como parte del programa de apoyo y desarrollo del multilingüismo y la diversidad cultural de la ONU asegurando la igualdad de los seis idiomas oficiales.